# ويليام ديكسون (سياسي كندي)
ويليام ديكسون هو محامي وسياسي كندي، ولد في 13 يوليو 1769 في المملكة المتحدة، وتوفي في 19 فبراير 1846.